# Heterocyklisk forbindelse
En heterocyklisk forbindelse er en cyklisk forbindelse, der i ringen i sit ringformede molekyle har mindst to forskellige grundstoffer, eksempelvis svovl, ilt eller kvælstof. Eksempler på simple monocykliske heterocykliske forbindelser er pyridin med 5 kulstofatomer og et kvælstofatom, pyrimidin, der indeholder 4 kulstofatomer og to kvælstofatom, og furan, der indeholder 4 kulstofatomer og et iltatom. Det modsatte af en heterocyklisk forbindelse er en homocyklisk forbindelse, der kun består af en slags stof.
Heterocykliske forbindelser er meget almindelige, og omkring halvdelen af alle kendte organiske forbindelser tilhører denne klasse.  Mange biologisk aktive stoffer er heterocykliske, for eksempel koffein, nikotin, LSD og giftstoffet palytoxin. De fleste lægemidler indeholder heterocykliske forbindelser, f.eks. Sildenafil, "Viagra" og tadalafil, "Cialis".[kilde mangler]